# ابو علی حسن
ابو علی حسن بن علی بن جعفر بن ماکولا (۹۷۶/۹۷۷ میلادی – ۱۰۳۱ میلادی) سیاستمدار ایرانی از خاندان ماکولا بود که از ۱۰۲۶ تا ۱۰۳۱ میلادی عنوان وزارت جلال‌الدوله دیلمی (امیر آل بویه) را داشت. 
او در سال ۹۷۶/۹۷۷ میلادی متولد شد. در ۱۰۲۶ میلادی جلال‌الدوله دیلمی او را به جای پسرعمویش ابو سعد به وزارت آل بویه منصوب کرد. در ۱۰۳۰ میلادی عمادالدوله ابوکالیجار  به او ناوگانی متشکل از ۱۳۰۰ کشتی سپرد تا شهر بصره را تصرف کند، ولی این کارزار راه به جایی نبرد و به شکستی مفتضحانه انجامید. ابو علی حسن در این نبرد اسیر شد ولی پس از مدت کوتاهی آزاد گشت. یک سال بعد (۱۰۳۱ میلادی) در اهواز در جریان یک درگیری خانوادگی کشته شد. پس از وزارت آل بویه به برادر بزرگش ابوالقاسم هبة‌الله رسید.